# Napoléon Charles Grégoire Jacques Philippe Bonaparte

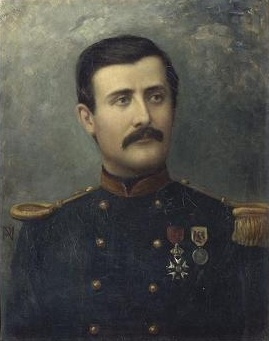
Napoléon Charles Bonaparte

Napoléon Charles Grégoire Jacques Philippe Bonaparte, al 5-lea Prinț de Canino și Musignano (5 februarie 1839 – 11 februarie 1899) s-a născut la Roma ca fiu al lui Charles Lucien Bonaparte și a Prințesei Zénaïde Bonaparte, însă mama sa reală a fost Maria Testaferrata, amanta lui Charles. 
Prințul Napoléon Charles a servit în armata franceză. A devenit al 5-lea Prinț de Canino și Musignano la 19 noiembrie 1895 în urma decesului fratelui său, Prințul Lucien. Vărul său Roland Bonaparte i-a succedat ca al 6-lea Prinț de Canino și Musignano însă nu și-a asumat titlul.
S-a căsătorit la 25 noiembrie 1859 cu  Christine Ruspoli (1842–1907), fiica Prințului Giovanni Ruspoli. Împreună au avut trei fiice:
- Prințesa Zénaïde Bonaparte (1860–1862)
- Prințesa Mary Bonaparte (1870–1947)
- Prințesa Eugenie Bonaparte (1872–1949)